# Emily (Film)
Emily ist ein Filmdrama von Frances O’Connor, das im September 2022 beim Toronto International Film Festival seine Premiere feierte, im Oktober 2022 im Vereinigten Königreich startete und im November 2022 in die deutschen Kinos kam. Es handelt sich dabei um eine Filmbiografie über die britische Schriftstellerin Emily Brontë, die von Emma Mackey verkörpert wird.

## Handlung

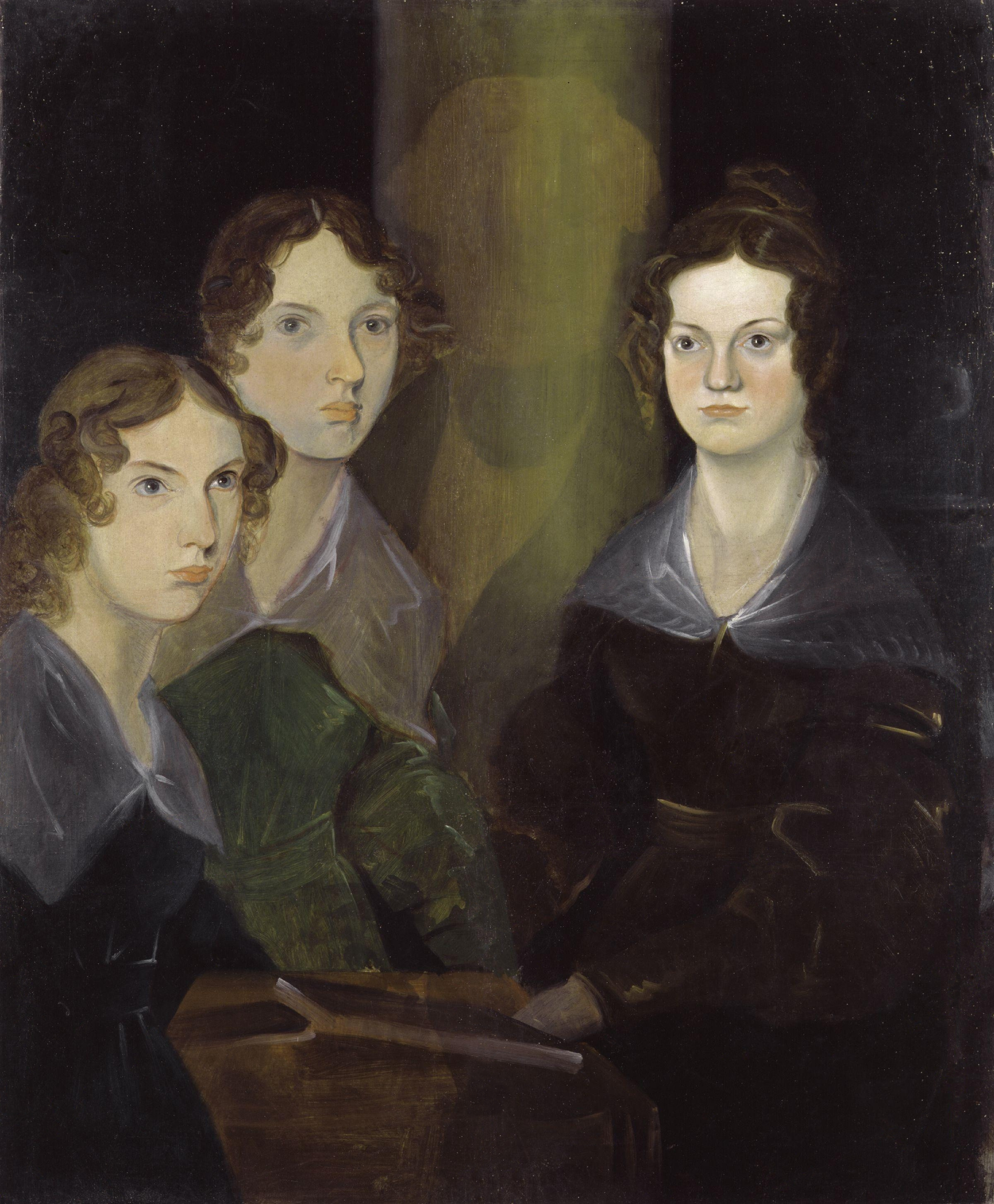
Emily Brontë mit ihren Schwestern Anne und Charlotte, gemalt von ihrem Bruder Branwell (ca. 1834)

Emily Brontë lebt gemeinsam mit ihren Schwestern Charlotte und Anne und ihrem Bruder Branwell wohlbehütet in Haworth in einem Familienhaushalt mit ihrer Tante und ihrem Vater. Der Witwer ist Pfarrer und überschüttet Emilys ältere Schwester Charlotte und ihren älteren Bruder Branwell mit all seiner Gunst, doch sie selbst vernachlässigt er. Emily ist gebildet, aber durch die Geschlechtertraditionen der 1840er Jahre eingeschränkt. Sie ist das schwarze Schaf in ihrer Familie, und die Leute in der Stadt nennen sie „die Fremde“, was sie auch von ihren Geschwistern immer wieder zu hören bekommt.
Regelmäßig streift Emily stundenlang durch die Moore Yorkshires, um die Gegend zu erkunden. Zu Menschen außerhalb der Familie pflegt sie keinen Kontakt – sie verbringt Stunden damit, das Gelände zu erkunden – und ihre aktive Vorstellungskraft machen es langweilig, sich mit jemandem außerhalb ihrer Familie zu treffen. Daher verlässt sie Haworth eine Zeitlang. Nach ihrer Rückkehr passt sie sich wieder in die Familie ein und hilft ihrer Tante im Haushalt.
Durch die Ankunft des neuen Pfarrers William Weightman wird der Alltag von Emily und ihren Schwestern Charlotte und Anne ein wenig belebt. Der junge Mann, der dem gleichen Kirchenbezirk wie ihr Vater angehört, versucht die Mitglieder der Familie mit seinem Gerede zu beeindrucken, was ihm bei allen außer bei Emily auch gelingt. Charlotte hingegen ist entzückt und verguckt sich schnell in den schneidigen Geistlichen. Als er Emily Französischunterricht gibt, debattieren sie über Religion, und sie weigert sich beharrlich, blindlings alles zu glauben, was ihr der Pastor erklärt.
Ihre Freundschaft mit ihrem Bruder Branwell blüht mehr und mehr auf. Auch er will ein großer Schriftsteller sein, doch sein Werk ist mondän und wirkt abgekupfert und leblos, während er in dem, was seine Schwester schreibt, Größe und Brillanz erkennt. Gemeinsam streifen sie durch das Moor und unterhalten sich stundenlang. Sie tragen sich gegenseitig Gedichte vor und verbringen auch die langen Abende miteinander. Branwell hat ein Alkoholproblem und ist opiumsüchtig. Obendrein hat er eine Liebesbeziehung mit einer verheirateten Frau. Emily hat mit all dem weniger ein Problem, Weightman jedoch schon. Als er von Emilys Leidenschaft für die Poesie erfährt, warnt er sie eindringlich, sich von ihrem Bruder zu distanzieren. Sie aber beginnt, an ihrem Roman Wuthering Heights zu schreiben.

## Biografisches
Die Romane und Briefe, die die Schwestern Charlotte, Anne und Emily Brontë der Nachwelt hinterließen, gelten als Wegbereiter der Emanzipation. Von der restlichen großen Welt nahezu abgeschnitten schrieben die während des Viktorianischen Zeitalters in England lebenden Pfarrerstöchter über die Tragweite, die die festgelegte Rolle der Frau in der bürgerlichen Gesellschaft hatte, und von ihren Visionen, wie es anders sein könnte. Um von Verlagen angenommen zu werden, mussten sich die Schwestern Brontë männliche Pseudonyme geben. Nach ihrem Erscheinen wurden die Bücher von der englischen Öffentlichkeit wegen der progressiven Darstellung von Frauenschicksalen heftig diskutiert, und auch der eigene Bruder Branwell, der sich selbst als Schriftsteller versuchte, war schockiert, als er die ambitionierten Putschversuche seiner Schwestern erkannte.
Von Emilys Arbeit aus ihrer Kindheit ist außer einigen Gedichten nichts erhalten. Sie besuchte zusammen mit ihrer Schwester Charlotte die Internatsschulen Cowan Bridge und Roe Head und arbeitete später als Lehrerin am Internat Law Hill, bevor sie 1842 zusammen mit ihrer Schwester Charlotte nach Brüssel ging. Sie kehrte einige Monate vor ihrer Schwester nach Haworth zurück, wo sie sich fortan um den Familienhaushalt und die Finanzen der Familie kümmerte. Neben dem Schreiben, das zunächst ein Hobby für die Geschwister war, liebte Emily die Beschäftigung mit Tieren, das Wandern und die Naturbetrachtung, was im frühen Viktorianismus ungewöhnliche Interessen für eine Frau waren.
Im Jahr 1847 veröffentlichte Emily Brontë ihren einzigen Roman Wuthering Heights, der heute als Klassiker der englischen Literatur gilt. Der Roman erschien unter dem Pseudonym Ellis Bell. Zeitlebens beharrte Emily auf Diskretion über ihre Identität und legte dieses Pseudonym nie ab. Sie wird von Zeitzeugen als äußerst reservierte, starrsinnige und schroffe Persönlichkeit beschrieben, die sehr eigenbrötlerisch lebte und keine Freundschaften schloss, obwohl sie trotz ihrer schwierigen Umgangsart anziehend wirken konnte, auch durch ihre scharfsinnige Intelligenz.

## Produktion

### Regie und Drehbuch
„Emily Bronts Arbeit und Worte sind voller Leidenschaft, Gefühl, Gewalt und strotzen vor Intelligenz. ...Emily ist in der Tat ein Liebesbrief an Frauen von heute, insbesondere an junge Frauen, ein Aufruf an sie, sich selbst herauszufordern, sich mit ihrer authentischen Stimme und ihrem Potenzial zu verbinden.“

Es handelt sich bei Emily um das Regiedebüt der britisch-australischen Filmschauspielerin Frances O’Connor, die auch das Drehbuch schrieb. Die Titelfigur war nach Aussagen der Regisseurin in ihrem Leben immer ein Prüfstein für sie gewesen: „Sie war jemand, der so authentisch sie selbst war, und ich wollte eine Geschichte erzählen, die sie jetzt für junge Frauen ins Bewusstsein rückt.“

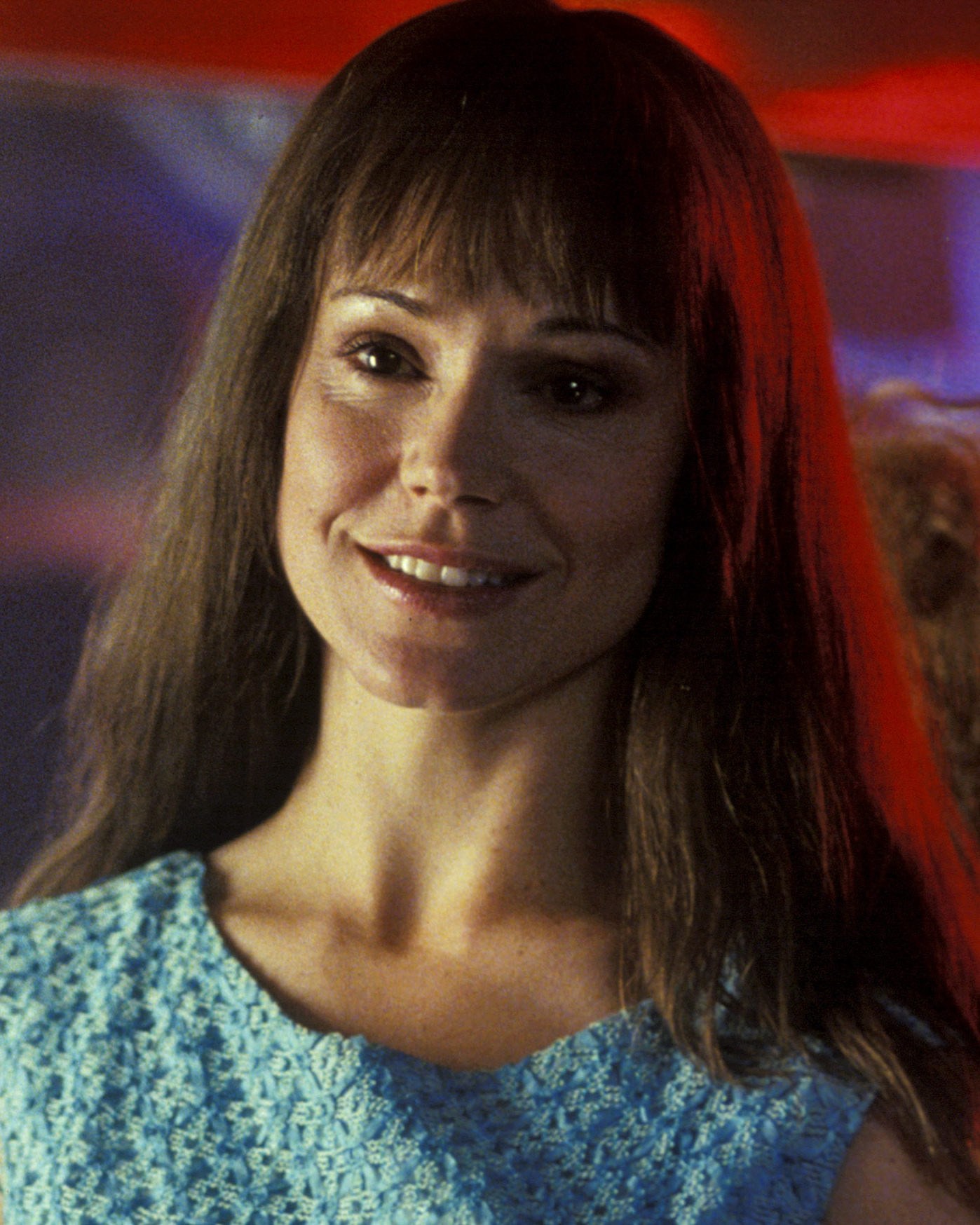
Die Regisseurin Frances O’Connor

Rund zehn Jahre bevor sich O’Connor an die Realisierung des Films über Emily Brontë machte, hatte sie mit dem Drehbuch begonnen: „Sie ist ein sehr inspirierender Charakter, aber wir wissen so wenig über sie“, so die Regisseurin. Der Film untersucht, wie Emily Brontë zu ihrem wahren Selbst gefunden hat und wie ihr wahres Leben und die Welt ihrer Fantasie in die Entstehung von Wuthering Heights einflossen. Am Anfang ihrer Laufbahn habe sie an einigen Dingen versagt und lediglich versucht sich anzupassen, so O’Connor: „Immer wenn sie von zu Hause wegging, wurde sie krank und funktionierte nicht sehr gut, und als sie schließlich entschied, dass sie sich nur auf ihre Arbeit zu Hause konzentrieren würde, klappte alles.“ Dabei habe sie auch herausgefunden, wer sie ist, und gelernt, sich beim Schreiben auszudrücken. In ihrem Drehbuch untersucht O’Connor aber auch die Machtdynamik zwischen Emily und Charlotte, die sich sehr lieben, sich aber auch in einem ständigen Kampf befinden, aber auch Emilys enge Verbindung zu ihrem Bruder Branwell. Weightman, der Pfarrer, den O’Connor als eine weitere Schlüsselfigur in den Film einfügte und der frischen Wind in den Brontë-Haushalt bringt, basiert auf einer realen Person. O’Connor wollte ihren Film nicht wie ein klassisches Historiendrama aussehen lassen und eine Welt erschaffen, die nicht dokumentarisch wirkt, sondern sich echt anfühlt.

### Besetzung, Dreharbeiten und Filmschnitt
„Es geht um ein Leben, das ist alles. Und ein reiches obendrein.“

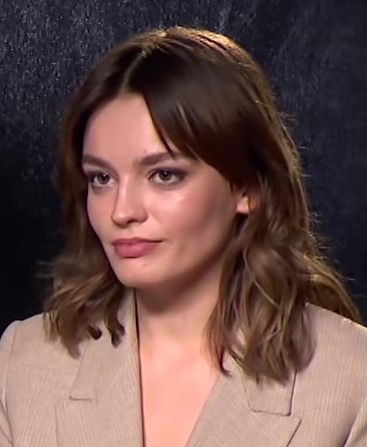
Emma Mackey verkörpert in der Titelrolle Emily Brontë

Die französisch-britische Schauspielerin Emma Mackey verkörpert in der Titelrolle Emily Brontë. Sie war während der Dreharbeiten Mitte 20 und damit nur ein Jahr jünger als Brontë, als sie Sturmhöhe schrieb. Die Schauspielerin äußerte ihr Verständnis für den Umstand, dass die Zeit zu Hause mit ihrer Familie einen großen Einfluss auf die Art und Weise hatte, wie Brontë ihr Leben lebte, auch wenn sie selbst bereits im Alter von 17 Jahren Zuhause auszog. Der Film zeigt Emily Brontë als eine Ausgestoßene und auch ihr angespanntes Verhältnis zu ihren Schwestern, was aber für Zuschauer womöglich in Ordnung sei, die wie Brontë fühlen, also auf irgendeine Art und Weise fremd oder als Außenseiter, so Mackey.
Oliver Jackson-Cohen spielt Pfarrer William Weightman. Er ist vor allem für die Hauptrolle in der Netflix-Saga The Haunting bekannt. Fionn Whitehead, vor allem bekannt aus Christopher Nolans Dunkirk und Roger Michells The Duke, spielt Emilys rebellischen Bruder Branwell Brontë. Amelia Gething spielt die jüngste Schwester Anne und Alexandra Dowling ihre ältere Schwester Charlotte Brontë. In weiteren Rollen sind Gemma Jones als ihre Tante und Adrian Dunbar zu sehen.
Die Dreharbeiten wurden Anfang 2021 in Yorkshire begonnen, in einer abgelegenen, aber schönen Ecke Nordenglands, und waren „herausfordernd“, da die Besetzung und die Crew mit der Isolation des in den Yorkshire Dales gelegenen Ortes, den COVID-Beschränkungen und den extremen Wetterbedingungen konfrontiert waren. Im Mai 2021 drehte man in dem Dorf Haworth in West Yorkshire, in dem Emily Brontë 28 Jahre lang lebte. Als Kamerafrau fungierte Nanu Segal, die zuletzt für Matt Chambers’ Thriller The Bike Thief tätig war.
Für den Filmschnitt arbeitete O’Connor mit Sam Sneade zusammen.

### Szenenbild, Kostüme und Make-up
Das Szenenbild wurde von Steve Summersgill entworfen, der in der Vergangenheit für Filme wie Ein verborgenes Leben, Die Tribute von Panem und Grand Budapest Hotel tätig war.
Die Kostüme stammen von Michael O’Connor, der für seine Arbeit für Jane Eyre 2012 eine Oscar-Nominierung erhielt und für seine Arbeit für Ammonite 2021 den Europäischen Filmpreis zuerkannt bekam.
Für Haare und Make-up zeichnete Lucy Cain verantwortlich, die 2010 für The Impressions Show with Culshaw and Stephenson eine BAFTA-Nominierung erhielt.

### Filmmusik und Veröffentlichung

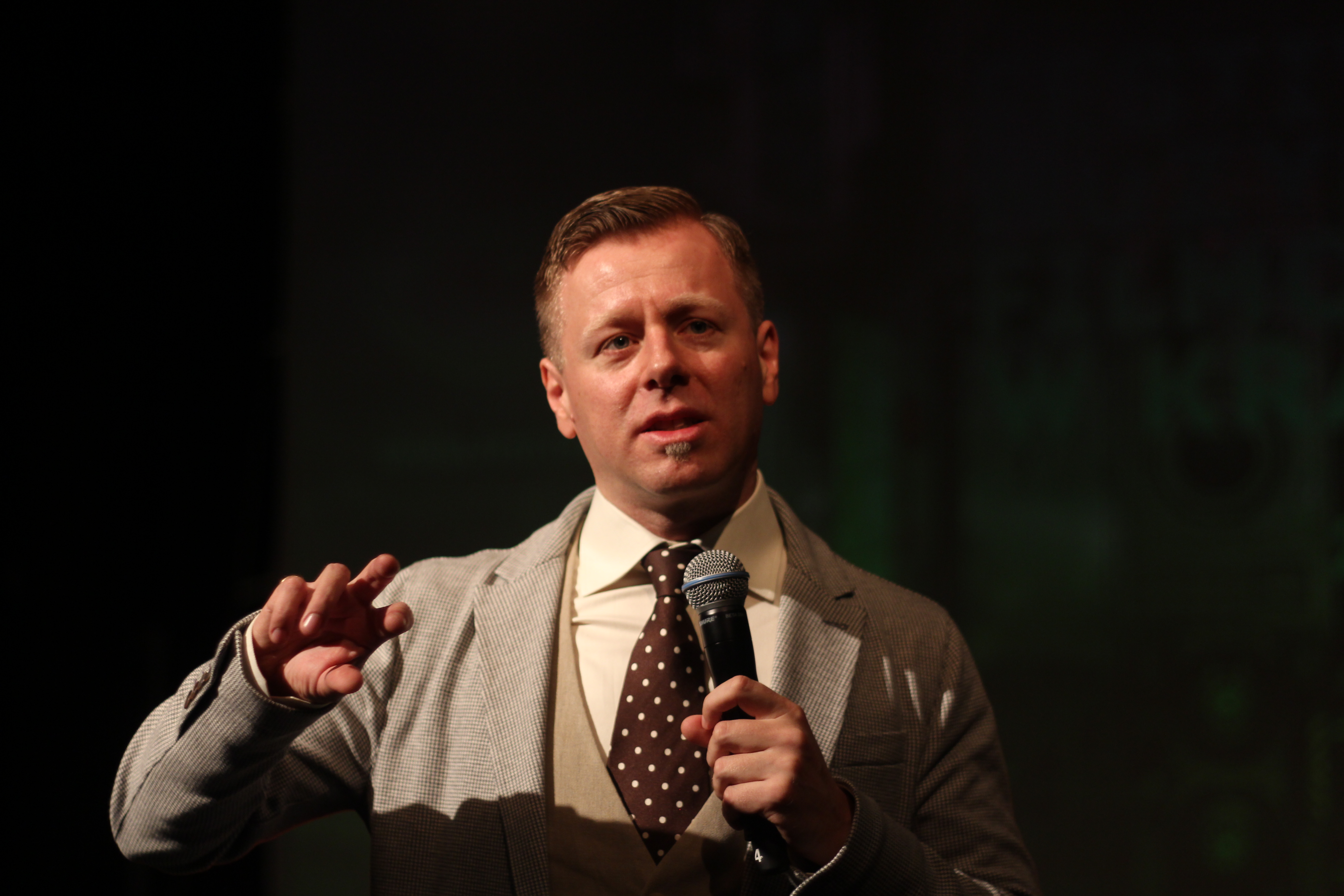
Die Filmmusik komponierte Abel Korzeniowski

Die Filmmusik komponierte der Pole Abel Korzeniowski, der unter anderem für seine Arbeit an den Filmen A Single Man, Nocturnal Animals und The Courier bekannt ist. Das Soundtrack-Album mit insgesamt 24 Musikstücken wurde am 16. November 2022 von Spitfire Audio als Download veröffentlicht.
Die Premiere erfolgte am 9. September 2022 beim Toronto International Film Festival, wo Emily als Eröffnungsfilm der Platform-Sektion gezeigt wurde. Ende September 2022 wurde er beim Calgary International Film Festival vorgestellt. Der Kinostart im Vereinigten Königreich erfolgte am 14. Oktober 2022. Im Oktober 2022 gab es auch Vorstellungen beim Sitges Film Festival. Im November 2022 soll Emily beim Internationalen Filmfestival von Stockholm gezeigt werden. Am 24. November 2022 kam der Film in die deutschen Kinos. Der Kinostart in Österreich ist am 16. Dezember 2022 geplant. Im Januar 2023 wird er beim Palm Springs International Film Festival gezeigt, wo die US-Premiere erfolgt.

## Rezeption

### Altersfreigabe und Kritiken
In den USA erhielt der Film von der MPAA ein R-Rating, was einer Freigabe ab 17 Jahren entspricht. In Deutschland wurde der Film von der FSK bereits ab 12 Jahren freigegeben. In der Freigabebegründung heißt es, im Kontext der tragischen Aspekte von Emilys Leben und einzelner dramatischer Passagen könnten Darstellungen massiver Drohungen und Gewalt, angedeutete Sexszenen sowie der thematisierte Drogenkonsum eine Herausforderung für sehr junge Zuschauende darstellen. Kinder und Jugendliche ab 12 Jahren seien auf der Basis ihrer Medienerfahrung jedoch bereits in der Lage, diese zurückhaltend inszenierten Szenen in die Geschichte einzuordnen und zu verarbeiten.

Emily Brontës Wuthering Heights von 1926

Von den bei Rotten Tomatoes aufgeführten Kritiken sind 88 Prozent positiv bei einer durchschnittlichen Bewertung mit 7,4 von 10 möglichen Punkten. Auf Metacritic erhielt der Film einen Metascore von 75 von 100 möglichen Punkten.
Christoph Schobert von The Film Stage schreibt in seiner Kritik, Emily sei von Nanu Segal wunderschön fotografiert, mit einer unglaublich innovativen Filmmusik von Abel Korzeniowski versehen und eine bemerkenswerte Leistung für alle Beteiligten. Emma Mackey erwecke in der Titelrolle eine der berühmtesten Figuren der Literatur zutiefst leidenschaftlich zum Leben und dies immer glaubwürdig. Trotz einiger Längen fessele der Film bis zum Schluss, und es sei nach Ende gut möglich, dass der Zuschauer den intensiven Wunsch verspürt, Wuthering Heights zu lesen oder noch einmal zu lesen.
Peter Osteried schreibt in seiner Funktion als Filmkorrespondent der Gilde deutscher Filmkunsttheater, Mackey spiele Emily Brontë mit vornehmer Zurückhaltung und in einigen Momenten mit einer Performance, die Gänsehaut beschere: „So wie Emily in eine Figur schlüpft, so schlüpft Emma Mackey in die Rolle der Schriftstellerin. Eine starke Darstellung in einem feinfühligen, nachhallendem Film.“

### Auszeichnungen
Im Rahmen der Verleihung der British Academy Film Awards 2023 befindet sich der Film in Longlists in den Kategorien Bester britischer Film und Bester Debütfilm. Im Folgenden weitere Nominierungen und Auszeichnungen.
Artios Awards 2024
- Nominierung für das Beste Casting in einem Low-Budget-Film (Fiona Weir)[29]

British Academy Film Awards 2023
- Auszeichnung als Beste Nachwuchsdarstellerin (Emma Mackey)[30]

British Independent Film Awards 2022
- Nominierung für das Beste Regiedebüt (Frances O’Connor)
- Nominierung als Beste Hauptdarstellerin (Emma Mackey)
- Nominierung als Bester Nebendarsteller (Fionn Whitehead)
- Nominierung als Bestes Schauspielensemble[31]

Internationales Filmfestival von Stockholm 2022
- Nominierung im Hauptwettbewerb
- Auszeichnung für die Beste Regie (Frances O’Connor)[19][32]

London Critics’ Circle Film Awards 2023
- Nominierung für die Beste britische Nachwuchsregie (Frances O’Connor)[33]

Sitges Film Festival 2022
- Nominierung im Oficial Fantàstic Competition[34]

Toronto International Film Festival 2022
- Nominierung für den Platform Prize (Frances O’Connor)

## Synchronisation
Die deutsche Synchronisation entstand nach einem Dialogbuch und der Dialogregie von Stephan Hoffmann im Auftrag der Think Global Media GmbH in Berlin.
| Rolle             | Darsteller            | Synchronsprecher     |
| ----------------- | --------------------- | -------------------- |
| Emily Brontë      | Emma Mackey           | Alice Bauer          |
| Anne Brontë       | Amelia Gething        | Sarah Tkotsch        |
| Branwell Brontë   | Fionn Whitehead       | Konrad Bösherz       |
| Charlotte Brontë  | Alexandra Dowling     | Maria Burghardt      |
| Ellen Nussey      | Sacha Parkinson       | Victoria Frenz       |
| Mr. Barker        | Richard Anthony-Lloyd | Roman Kretschmer     |
| Mr. Linton        | Gerald Lepkowski      | Stephan Hoffmann     |
| Patrick Brontë    | Adrian Dunbar         | Frank Röth           |
| Reverend Miller   | Paul Warriner         | Sven Gerhardt        |
| Sir Ralph Delaney | Robert Pickavance     | Reinhard Scheunemann |
| Tante Branwell    | Gemma Jones           | Luise Lunow          |
| William Weightman | Oliver Jackson-Cohen  | Johannes Raspe       |